# Ростовский ипподром
Ростовский ипподром ― ипподром в городе Ростов-на-Дону. Один из старейших ипподромов на юге России.

## История
История Ростовского ипподрома берёт своё начало в конце XIX века.
До революции в области Войска Донского бурными темпами развивалось коневодство, которым занимались как и местные казаки, так и частные предприниматели, причём последние также субсидировались со стороны государства. В середине 1880 года в Задонье насчитывалось 86-89 конных заводов, то к 1900 их число достигло 145 при общем поголовье в 83 тысячи. Примерно в эти же годы скаковые общества были учреждены в Новочеркасске и Нахичевани-на-Дону. Любительские рысистые бега стали популярным развлечением для местных жителей.
В первой половине 1890-х губернские власти выделили земельный участок под скаковой ипподром на территории Балабановской рощи. Благодаря усилиям Ростовско-Нахичеванского скакового общества площадь была быстро оборудована: был возведён двухэтажный дом для нужд общества, трибуна, несколько конюшен, а сама территория была обнесена забором. Первые скачки состоялись уже в 1894 году.
В Ростове-на-Дону скаковой ипподром был открыт в 1902 году, и с этого момента принято отсчитывать начало его деятельности. Ещё годом ранее Ростовско-Нахичеванского скаковое общество, по соглашению с Рысистым обществом о совместной деятельности, приняло решение о переносе оборудования с их участка к рысистому ипподрому, который располагался ближе к центру города. Ипподром стал местом испытания лошадей профессиональных коннозаводчиков и любителей, причём некоторые из них приезжали в Ростов-на-Дону из других городов.
При советской власти все частные конные заводы, а также казачьи табуны были ликвидированы в рамках политики расказачивания. Наступивший вскоре голод также способствовал ухудшению положения: коннозаводство практически перестало существовать.
Тем не менее сразу после окончания Гражданской войны власти пытались поправить ситуацию: Так, в ноябре 1920 года в Ростове-на-Дону было учреждено Управление Коннозаводства и Коневодства, а новые конные заводы организовывались на тех землях, где раньше располагались частные. Тем не менее ситуация по-прежнему оставалась крайне сложной: на Дону в 1923 году насчитывалось лишь 2000 ценных кобыл. Восстановление отрасли проходило с большим трудом.
Тем не менее были и успехи. Так, согласно отчётным данным, в Ростовской области в 1940 году насчитывалось уже 230,3 тысячи лошадей. Такое большое число стало возможным благодаря поставленной на высокий уровень работе по искусственному осеменению кобыл.
Однако уже в 1952 году решением властей было ликвидировано множество коневодческих хозяйств, а сами лошади были частично уничтожены. В Ростовской области от 22-х конных заводов осталось 5, а от 132-х племенных ферм ― только 3. Это вновь нанесло большой материальный и моральный ущерб отрасли.
В 1944 году, в 14-летнем возрасте, на Ростовском ипподроме впервые выступил будущий многократный чемпион Европы и СССР Н. Н. Насибов, выиграв 40 скачек в сезоне.
С постепенным возрождением коневодства получил возможность продолжить свою деятельность и Ростовский ипподром, который был открыт в 1925 году. Понемногу преображался и его облик: длина его скаковой дорожки была увеличена до 1968 метров, в центре поля была возведена большая беседка с боковыми трибунами. В середине 1980-х годов была проведена реконструкция трибун. Территория для размещения зрителей была расширена почти до всей длины дорожки, появились новые конюшни.
В 2002 году, на пороге своего столетнего юбилея Ростовский ипподром перестал быть государственным предприятием и в настоящий момент принадлежит ООО «АгроСоюз Юг Руси», став первым частным ипподромом в России.

## Современное состояние
После приватизации ипподром был переоборудован. Теперь он насчитывает в своём составе 14 конюшен, в том числе две двухэтажные. Территория поля занимает 28 гектаров. Имеется две дорожки ― тренировочная и призовая, покрытие ― грунтово-песчаное. Здесь есть своя кузня, ветеринарный лазарет, склад амуниции, зернохранилище. Ипподром имеет двухъярусную трибуну на 5 тысяч зрительских мест, также работает несколько десятков пунктов приёма ставок. При нём также имеется и гостиница, где размещаются посетители как из России, так и из других стран мира. Скачки проводятся каждое воскресенье.
27 ноября 2024 года в ростовских СМИ появилась информация что ипподром будет перенесен на левый берег реки Дон, а старая территория ипподрома будет застроена многоэтажными домами максимальная высота которых достигнет 35 этажей. 